# Kamaal/The Abstract
Kamaal/The Abstract è il terzo album del rapper statunitense Q-Tip, pubblicato nel 2009.
| Recensione           | Giudizio |
| -------------------- | -------- |
| AllMusic             | [ 1 ]    |
| The A.V. Club        | B        |
| Pitchfork            | [ 3 ]    |
| Entertainment Weekly | B        |
| Vibe                 | [ 5 ]    |
| PopMatters           | [ 6 ]    |
| Slant Magazine       | [ 7 ]    |

## Tracce
1. Feelin – 4:32 (testo: Fareed, C. Sholar)
2. Do You Dig U? (featuring Kurt Rosenwinkel & Gary Thomas) – 7:19 (testo: Fareed, Kats, K. Sholar)
3. A Million Times – 4:16 (testo: Fareed, Kats)
4. Blue Girl – 5:20 (testo: Barrett, Fareed, K. Sholar)
5. Barely in Love – 4:03 (testo: Fareed, Kats)
6. Heels – 3:07 (testo: Fareed, K. Sholar)
7. Abstractionisms (featuring Kenny Garrett a.k.a. Truth) – 5:19 (testo: Fareed)
8. Caring – 1:40 (testo: Fareed, K. Sholar)
9. Even If It Is So – 5:30 (testo: Fareed, Kats, C. Sholar)

Tracce bonus
1. Make It Work – 3:59 (testo: Fareed, Rosenwinkel)
2. Damn You’re Cool – 3:38 (testo: Fareed)

## Classifiche
| Classifica (2009)         | Posizione massima |
| ------------------------- | ----------------- |
| Stati Uniti               | 77                |
| US Independent Albums     | 12                |
| US Top Rap Albums         | 17                |
| US Top R&B/Hip-Hop Albums | 32                |